# Безпалівське газоконденсатне родовище
Безпалівське газоконденсатне родовище — дрібне родовище у Зміївському районі Харківської області.

## Опис
Відноситься до Рябухинсько-Північно-Голубівського газоносного району Східного нафтогазоносного регіону України.
Родовище, яке належить компанії «Укргазвидобування», відкрили в 1990-му році за допомогою свердловини № 671. В подальшому для уточнення даних про структуру тут пробурили ще чотири свердловини.
Поклади вуглеводнів пов'язані із породами московського ярусу середнього карбону, які знаходяться у інтервалі 4484 — 4491 метр. Колектор — пісковики із пористістю 14,5 %.
В Державному балансі за родовищем рахуються запаси категорій С1 та С2 у 1505 млн м3 газу та 115 тисяч тон конденсату, при цьому за даними «Укргазвидобування» запаси становлять 3973 млн м3.
Родовище ввели в розробку в 1995 році з використанням однієї свердловини № 671, при цьому  видобутий газ використовується лише для забезпечення місцевих потреб, тому у весяняно-літній період свердловина простоює. Видобуті вуглеводні надходять до установки комплексної підготовки газу (УКПГ). Регенерація використаного у технологічному процесі метанолу відбувається на УКПГ Мелихівського газоконденсатного родовища.